# لوئیس دلکون
لوئیس دلکون (انگلیسی: Louis Delcon) کماندار اهل بلژیک بود. از افتخارات وی میتوان به کسب مدال طلا در بازی‌های المپیک تابستانی ۱۹۲۰ اشاره کرد.